# Дзамбони, Марко
Марко Дзамбони (итал. Marco Zamboni; род. 7 декабря 1977, Буссоленго, Венеция) — итальянский футболист, защитник клуба «Педемонте».

## Клубная карьера
Дзамбони начал карьеру в клубе «Кьево» из города Верона и вскоре был подписан туринским «Ювентусом». В его составе молодому защитнику не удалось закрепиться, и в 1997—1999 годах он выступал в аренде в нескольких итальянских клубах, включая родной «Кьево».
В 1999 году Марко был подписан клубом серии А «Удинезе», где провёл три сезона, причём в последнем не появлялся на поле. Это обусловило новые отъезды Дзамбони в аренду.
Наиболее удачным для игрока был сезон 2004/05 в «Реджине». Дзамбони провёл 29 матчей и отметился двумя голами, а команда финишировала на 10 строчке в Серии A. Последним клубом Серии A для Дзамбони стала «Сампдория».

## Карьера в сборной
Участвовал в Средиземноморских играх в 1997 году, став обладателем золотой медали. На поле появился только в финальной игре против Турции, выйдя на замену на 67-й минуте.
Провёл одну игру за итальянскую сборную U21 в 1998 году.

## Достижения
«Ювентус»
- Чемпион Италии: 1997/98
- Обладатель Суперкубка Италии: 1997

«Удинезе»
- Победитель Кубка Интертото: 2000

Италия
- Чемпион Средиземноморских игр: 1997